# Šó
Šó (japonsky: 升) je jednotka objemu v japonském měrném systému šakkanhó. 
1 šó = 2401/1331 litr ≈ 1,8039 litr
1 koku = 10 to = 100 šó = 1000 gó
Sake je tradičně plněno do lahví o objemu 1 šó.